# Манометър
Манометърът е уред за измерване на налягането на газ или течност в затворено пространство. За целта се измерва херметично натискът, който газът или течността оказват върху определена площ. Повечето манометри използват за нулева стойност атмосферното налягане. Манометрите указват налягането в една или няколко мерни единици за налягане, като метричните бар (bar) и паскал (Pa) или извънсистемната имперска единица паунд на квадратен инч (psi). Аналоговите манометри използват стрелка и разграфена скàла, като е прието стойностите да се увеличават в посока на часовниковата стрелка; с цел избягване на резки флуктуации в показанията често манометрите се пълнят с високовискозна течност, например глицерол или машинно масло.

## Вакуумен манометър
Вакуумен манометър, също и вакуумметър и мановакуумметър е манометър за измерване на налягане, което е по-ниско от атмосферното. Технически погледнато всичко над абсолютния вакуум е вид налягане, но за практичност вакуумните манометри използват атмосферното налягане за нулева стойност и отмерват в отрицателни стойности нивото на вакуума.

## Тръбен манометър
Типичен пример за тръбен манометър е U-образна тръба, съдържаща живак. При нея разликата във височините на живака в двата края на тръбата е пропорционална на разликата в налягането, откъдето:
{\displaystyle H={\frac {P_{a}-P_{o}}{g\rho }}}
Единият край на тръбата се свързва към съд с газ, чието налягане трябва да се определи. Другият се свързва към референтен източни, като ако този край е отворен референтно ще е атмосферното налягане (т.е. се получава барометър), а ако е затворен ще се получава вакуум.
За да бъде течността в манометъра в равновесие, налягането в точките A и B, които лежат в една хоризонтална равнина, трябва да е еднакво. Налягането в точка A е равно на p на газа pa = p.
Налягането в точка B е сума от външното атмосферно налягане pa и хидростатичното налягане pgh на стълба течност с височина h: pB = pA + pgh